# گروندونا (پیدمونت)
گروندونا (پیدمونت) (به ایتالیایی: Grondona, Piedmont) یک کومونه در ایتالیا است که در استان آلساندریا واقع شده‌است.

## خصوصیات
گروندونا ۲۵٫۷ کیلومترمربع مساحت و ۵۴۸ نفر جمعیت دارد و ۳۰۳ متر بالاتر از سطح دریا واقع شده‌است.